# Fasanenfest

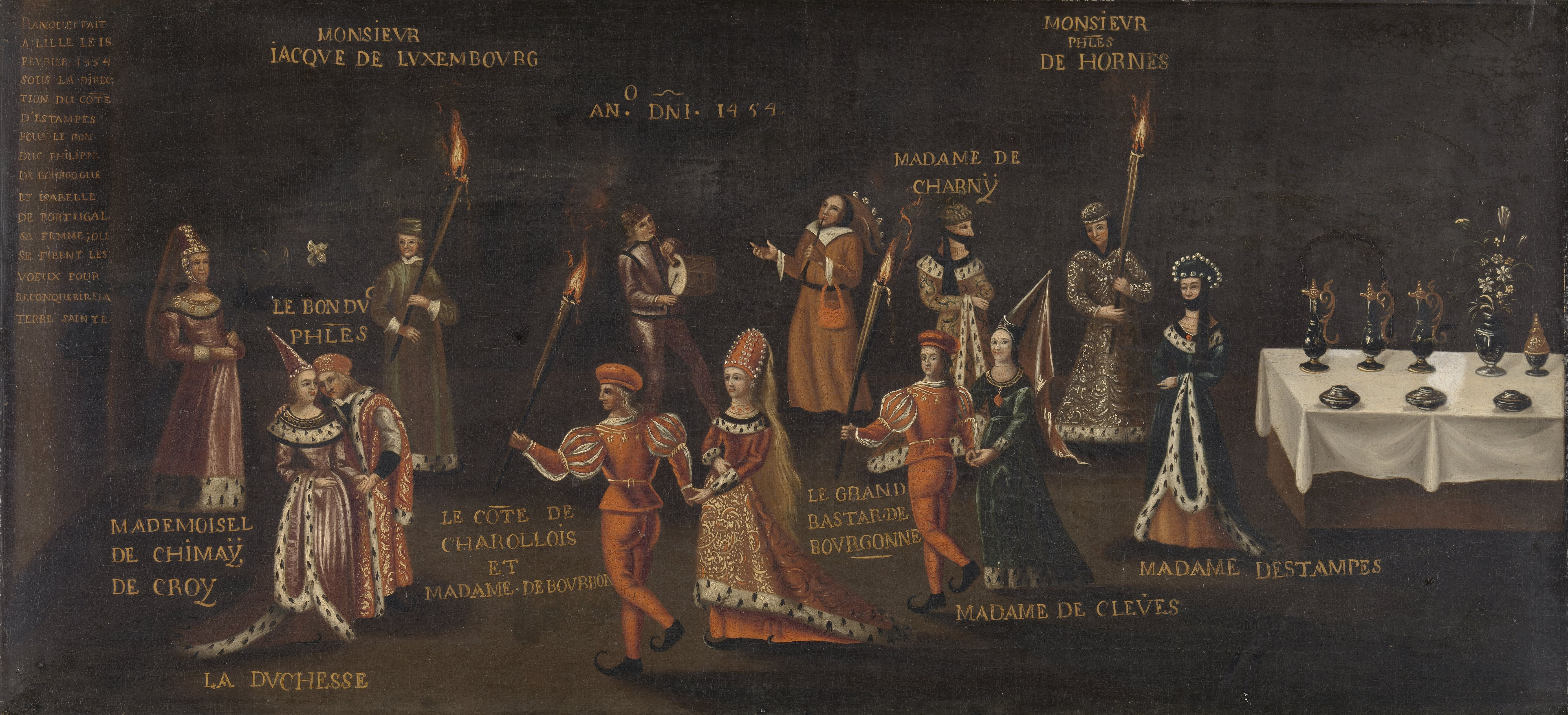
Anonyme Darstellung aus dem 16. Jahrhundert

Das Fasanenfest war eines der berühmtesten Feste am Hofe des burgundischen Herzogs Philipps des Guten.

## Überblick
Unter all den zahlreichen, sich durch unerhörte Prachtentfaltung auszeichnenden Festen am burgundischen Hof nahm das sogenannte Fasanenfest eine besondere Stellung ein. Es fand am 17. Februar 1454 in Lille statt. Nachdem ein Jahr zuvor Konstantinopel gefallen war, sollte die auch im Spätmittelalter nie gänzlich erloschene Kreuzzugsidee durch dieses Fest mit neuem Leben erfüllt werden. Da der burgundische Hausorden, der Orden vom „Goldenen Vlies“, sich unter anderem der Verteidigung des Glaubens verschrieben hatte, fühlte sich der burgundische Herzog Philipp der Gute berufen, durch diesen symbolischen Akt die Initiative zu ergreifen.

## Verlauf

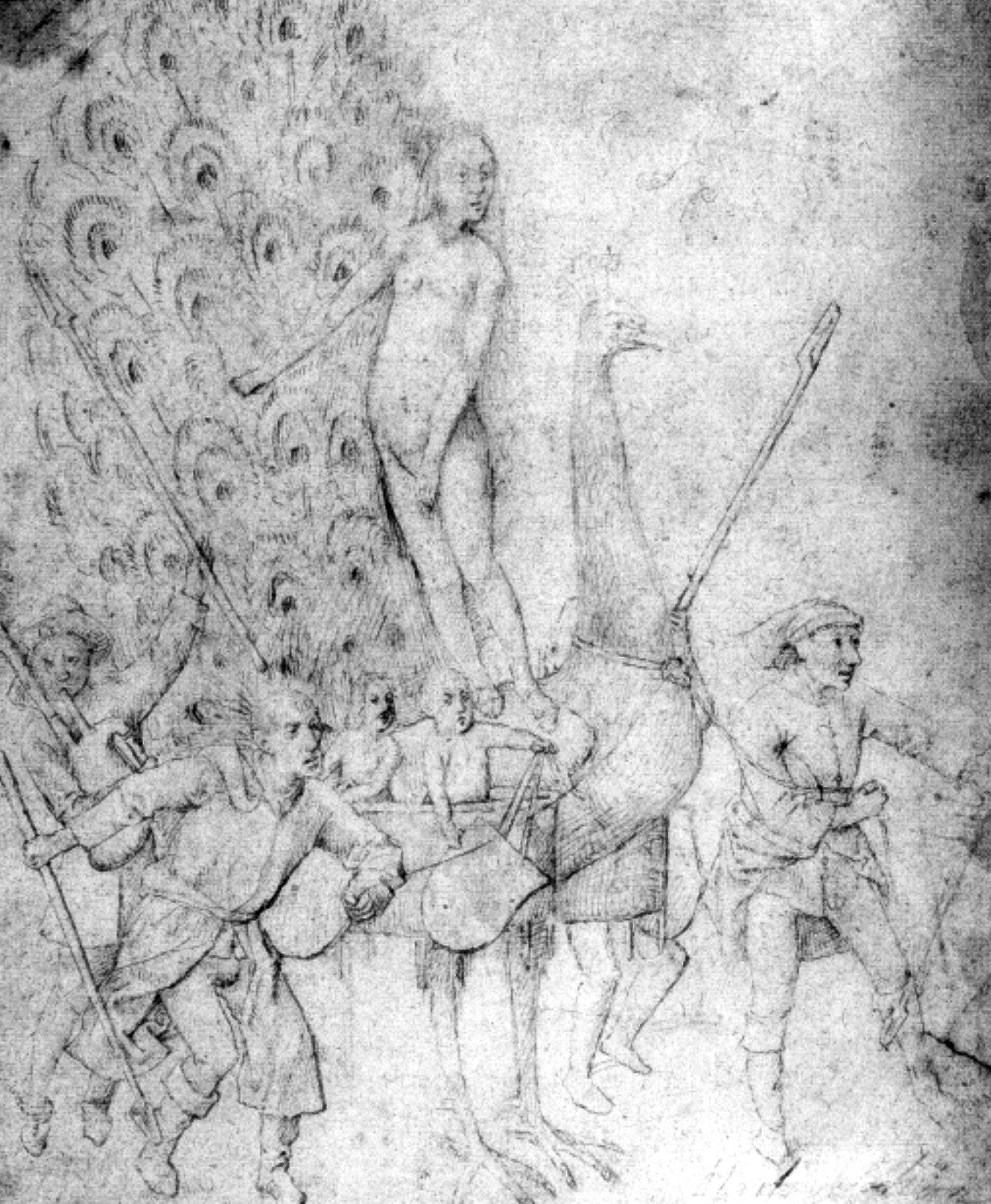
Allegorie mit der Göttin Venus: Entwurf für ein Tafelspiel für die Hochzeit Karls des Kühnen 1468

Nicht nur die außerordentliche Fülle an erlesenen Speisen versetzte die Teilnehmer in Erstaunen, auch die extravaganten, kunstvollen Dekorationen und mechanische Spielereien wie Schiffsmodelle und Zimmerspringbrunnen beeindruckten die Menschen. Artisten und dressierte Tiere zeigten ihre Fertigkeiten, musikalische Darbietungen wechselten mit allegorischen Schauspielen ab. Im Mittelpunkt des Abends aber stand ein lebender Fasan, der eine schwere Kette aus Gold und Edelsteinen um den Hals trug. Der Riese Hans, der sich auch bei anderen Gelegenheiten hervorgetan hatte, stellte den Sultan dar. Eine die allegorische Gestalt der „Frau Kirche“ verkörpernde Darstellerin beklagte die Eroberung Konstantinopels und forderte die christliche Ritterschaft eindringlich auf, ihr zu Hilfe zu kommen. Daraufhin gelobte Philipp der Gute und mit ihm alle Herren des Goldenen Vlieses, den Kreuzzug zu unternehmen. Sie schworen dies bei Gott, Unserer Lieben Frau und seltsamerweise auch bei dem Fasan.
Der Haushofmeister Olivier de la Marche, der das Fest organisierte, schreibt in seinen Memoiren: 

„Die zweite und längste Tafel zeigte vor allem eine riesige Pastete, in der zwanzig lebende Personen waren, die der Reihe nach auf verschiedenen Instrumenten musizierten. Der zweite Tafelaufsatz war ein Schloß nach Art von Lusignan, auf dessen Hauptturm sich Melusine in Gestalt einer Schlange befand. Von den beiden kleineren Türmen sprang Orangenwasser in die umliegenden Gräben. Dann war auf einem Hügel eine Windmühle zu sehen, auf deren Dach eine Elster saß, nach der Leute aller Stände mit Bogen und Armbrüsten schossen. Weiterhin sah man auf einem Weinberg ein Faß, in dem es zweierlei Getränke gab, ein süßes und ein bitteres, und darauf saß ein wohlgekleideter Mann mit einem Zettel in der Hand, auf dem geschrieben stand: Wer davon will, der nehme! […] Die Art der Bewirtung und die Gerichte selbst waren unerhört prächtig. Da war jede Schüssel mit 48 verschiedenen Speisen versehen, und die Bratenbehälter bestanden aus mit Gold und Blau ausgeschlagenen Wagen. Zunächst der Tafel stand eine hohe Anrichte, die mit Gold- und Silbergeschirr beladen war, dazwischen Kristallgefäße, die mit Gold und Edelsteinen besetzt waren.“

Inwiefern dies Schauspiel ernst gemeint war, lässt sich schwer beurteilen, immerhin begab sich im gleichen Jahr „der Herzog noch nach Deutschland und verhandelte auf dem Reichstag zu Regensburg mit Kaiser Friedrich III. über die Finanzierung – allerdings ohne Erfolg. Philipp der Gute stellte das Projekt zurück und kam dann in den nachfolgenden Jahren nicht mehr dazu, es auszuführen.“

## Hintergrund
Alle höfischen Feste hatten die Funktion in einem potlachartigen Wettbewerb mit konkurrierenden Fürstenhäusern und dem aufstrebenden Großbürgertum, Macht, Reichtum und die aristokratische Tugend der Großzügigkeit (largesse) des Fürsten zu demonstrieren. Des Weiteren boten derartige Veranstaltungen die Gelegenheit, durch großzügige Geschenke verdiente Gefolgsleute zu belohnen und Freundschaften zu festigen. Im Falle Burgunds kamen aber noch besondere Motive hinzu. Burgund war eine Nation ohne Nationalgefühl, ohne identitätsstiftenden Kern, ein Flickenteppich verschiedener Ländereien, aber kein Land. Der alte, agrarisch geprägte französischsprachige Süden stand dem modernen, städtischen, zumeist Niederländisch sprechenden Norden gegenüber. Zudem unterstand es lehensrechtlich im Westen dem französischen König, im Osten dem Heiligen Römischen Reich. „Angesichts dieser heterogenen Struktur der Untertanengebiete, der doppelten lehensrechtlichen Abhängigkeit und der dadurch anfechtbaren Legitimität der burgundischen Herzöge bedurfte es einer andauernden Integration aller Schichten ... und eines hohen repräsentativen Aufwandes, um die eigene Herrschaft für alle sichtbar und erkenntlich auszudrücken. Je unsicherer eine Dynastie ist, desto größer ist ihr Bedarf, in Zeremonie und Kunst zu investieren, in die magnificience, die Großartigkeit und Erhabenheit des Regenten.“ Schließlich muss auch an den brennenden Ehrgeiz der Herrscher Burgunds erinnert werden, die, was Macht und Reichtum bedarf, es mit jedem König Europas aufnehmen konnten, sich aber mit dem bescheidenen Titel eines Herzogs begnügen mussten, die ihnen gebührende Anerkennung zu erringen. Seit dem 1. Kreuzzug hatten es die französische Könige verstanden, die Kreuzzugsidee mit ihrem Hause zu verknüpfen. Geschwächt durch den Hundertjährigen Krieg mit England war Frankreich nicht in der Lage, diese Tradition fortzusetzen, weshalb Philipp der Gute, der eine zunehmend eigenständige Politik gegenüber Frankreich verfolgte, die Gelegenheit ergriff, um die vakante prestigeträchtige Position der Kreuzzugsführerschaft zu besetzen. In subtilen allegorischen Anspielungen wie etwa der Zurschaustellung einer „Quelle des Heiligen Andreas“, dem Nationalheiligen Burgunds, der Aufführung der „Mysterien des Jason“, der auf den Hausorden des Goldenen Vlieses verweist und nicht zuletzt des Fasanen selbst, der mit „der Insel Kolchis, dem Herkunftsland des Goldenen Vlieses in Verbindung“ gebracht wurde, sollte auf dem Fasanenfest die Kreuzzugssymbolik mit der Symbolik Burgunds enggeführt werden, um den Führungsanspruch des burgundischen Herzogtums zu unterstreichen und zu legitimieren.